# Gliese 876 e

Las órbitas planetarias de Gliese 876: el exoplaneta «e» es el más alejado.

Gliese 876 e es un planeta extrasolar que orbita la estrella enana roja Gliese 876, en la constelación de Acuario.